# Кабінет міністрів Російської імперії
Кабінет міністрів Російської імперії — верховний державний орган, утворений 24 жовтня (4 листопада) 1731 року указом імператриці Анни Іоанівни. Замінив ліквідовану 1730 Верховну таємну раду. 12 (23) грудня 1741, після воцаріння Єлизавети Петрівни втратив свої повноваження і був перетворений в Особисту Канцелярію Імператриці. У 1756 році його функції перейшли до Конференції при вищому дворі.